# Tumakuru
Tumakuru (fram till 1 november 2014 Tumkur) är en stad i den indiska delstaten Karnataka och är centralort i ett distrikt med samma namn. Folkmängden uppgick till 302 143 invånare vid folkräkningen 2011.

## Infrastruktur
Två nationella huvudvägar (NH-4 och NH-206) passerar genom staden.

## Utbildningsinstitutioner
- Akshaya Group of Educational Institutions
- CIT Group of Educational Institutions
- H.M.S Group of Educational Institutions
- Kautilya Academy of Management
- Sacred Heart Group of Educational Institutions
- St. Joseph's Group of Educational Institutions
- Sarvodaya Group of Educational Institutions
- Shri Devi Group of Educational Institutions
- Siddaganga Group of Educational Institutions
- Sri Maruthi Education Trust
- Sri Sapthagiri Education Trust
- Sri Siddharatha Group of Educational Institutions
- Vidyaniketan Group of Educational Institutions
- Vidyodaya Foundation (R)